# B-кварк
b-кварк (синонимы: бо́ттом-кварк (англ. bottom), бью́ти-кварк (англ. beauty), преле́стный кварк, краси́вый кварк) — кварк с зарядом −⅓ e, принадлежащий к третьему поколению. Он является более лёгким членом слабого кваркового дублета третьего поколения, в который входит также значительно более тяжёлый t-кварк. Имеет массу 4,2−4,7 ГэВ (в зависимости от метода определения массы), почти в 5 раз тяжелее нуклона. Время жизни b-кварка составляет около 10−12 с. Элементы матрицы Кабиббо — Кобаяси — Маскавы Vub и Vcb, связывающие этот кварк с u- и c-кварком, малы (в связи с тем, что распад b-кварка, как самого лёгкого кварка третьего поколения, может происходить только с изменением поколения). Поэтому распады b-кварка легко идентифицируемы (его большая масса также облегчает экспериментальную идентификацию).

## История открытия
Существование третьего поколения кварков, включающего b- и t-кварки, было предсказано в 1973 году Макото Кобаяси и Тосихидэ Маскавой для объяснения явления нарушения CP-симметрии.
Экспериментальное подтверждение данное предсказание получило в 1977 году в лаборатории Фермилаб коллаборацией Колумбия—Фермилаб—Стони Брук (эксперимент E288 по изучению протонных столкновений, руководитель — Леон Ледерман и др.): в этом эксперименте была открыта ипсилон-частица — векторный ϒ-мезон, образованный b-кварком и b-антикварком. Почти сразу же последовало открытие возбуждённых состояний системы {\displaystyle b{\overline {b}}}: мезонных резонансов ϒ{\displaystyle '}, ϒ{\displaystyle ''} и ϒ{\displaystyle '''}.
Процессы, происходящие с участием b-кварка, носят жаргонное название «B-физика». Поскольку распады b-кварка в кварки более лёгкого аромата сильно подавлены и происходят в основном через слабые взаимодействия, то в системах, содержащих эту частицу, наблюдаются многие интересные процессы — в частности, нарушение CP-чётности, осцилляции нейтральных B-мезонов, процессы с вкладом петлевых («пингвинных», англ. penguin diagram, и «ящичных», англ. box diagram) диаграмм. Многие исследования в области B-физики в 2000-е годы выполнены в экспериментах BaBar (Станфордский центр линейного ускорителя, США) и Belle (KEK, Япония).

## Адроны, содержащиеb-кварк
- Ипсилон-мезон (ϒ-мезон, боттомоний) содержит b-кварк и b-антикварк.
- B±-, B0-мезоны содержат b-кварк и кварк (или антикварк) первого поколения (u- или d-кварк).
- {\displaystyle B_{s}^{0}}-мезоны содержат b-кварк и s-кварк.
- {\displaystyle B_{c}^{\pm }}-мезоны содержат b-кварк и c-кварк.
- Барионы, содержащие b-кварк и два более лёгких кварка ({\displaystyle \Lambda _{b}^{0}} и т. д.).